# Myron Scholes
Myron Samuel Scholes (/ʃoʊlz/; sinh 1 tháng 7 năm 1941) là một nhà kinh tế học tài chính Hoa Kỳ gốc Canada, ông nổi tiếng nhờ là một trong những tác giả của phương trình Black–Scholes. Năm 1997, ông được nhận giải Nobel Kinh tế cho phương pháp xác định giá trị của những phát sinh. Mô hình này cung cấp một khung khái niệm cho các tùy chọn giá trị, và được gọi là mô hình Black–Scholes.

## Tiểu sử

### Thời trẻ và giáo dục
Myron Scholes sinh tại Timmins, Ontario. Gia đình ông chuyển tới đây trong thời kỳ Đại suy thoái. Năm 1951, gia đình ông lại chuyển tới Hamilton, Ontario. Scholes là một sinh viên giỏi mặc dù ông phải chiến đấu với căn bệnh giảm thị lực bắt đầu từ tuổi thiếu niên cho đến năm 26 tuổi. Thông qua gia đình mình, ông bắt đầu quan tâm đến kinh tế học, ông đã giúp đỡ việc kinh doanh của chú mình và bố mẹ ông đã giúp ông mở một tài khoản để đầu tư vào thị trường chứng khoán trong khi ông vẫn còn đang học trung học.
Sau khi mẹ ông qua đời vì bệnh ung thư, Scholes vẫn ở Hamilton để học tiếp và nhận bằng cử nhân kinh tế tại Đại học McMaster năm 1962. Một trong những giáo sư của ông tại McMaster đã giới thiệu ông với các tác phẩm của George Stigler và Milton Friedman, hai nhà kinh tế học thuộc Đại học Chicago sau này đoạt giải Nobel Kinh tế. Sau khi nhận bằng cử nhân, ông quyết định ghi danh học cao học kinh tế tại Đại học Chicago. Ở đây, Scholes là đồng nghiệp với Michael Jensen và Richard Roll, ông đã có cơ hội học tập nghiên cứu với Eugene Fama và Merton Miller, đó là những nhà nghiên cứu đang phát triển lĩnh vực tương đối mới trong kinh tế học tài chính. Ông nhận bằng thạc sĩ kinh tế tại Trường kinh doanh Booth vào năm 1964 và bằng tiến sĩ năm 1969 với sự hướng dẫn của Eugene Fama và Merton Miller.

### Sự nghiệp hàn lâm
Năm 1968, sau khi hoàn thành luận án tiến sĩ, Scholes nhận một vị trí hàn lâm tại Trường quản trị Sloan MIT. Ở đây ông gặp Fischer Black, một nhà tư vấn cho Arthur D. Little vào thời điểm đó và Robert C. Merton người gia nhập MIT năm 1970. Những năm sau đó Scholes, Black và Merton đã tiến hành nghiên cứu đột phá trong định giá tài sản, bao gồm cả các công việc trên mô hình định giá quyền chọn nổi tiếng của họ. Đồng thời, Scholes tiếp tục cộng tác với Merton Miller và Michael Jensen. Năm 1973, ông quyết định chuyển tới trường kinh doanh Booth thuộc Đại học Chicago nhằm mong làm việc gần hơn với Eugene Fama, Merton Miller và Fischer Black. Trong khi tại Chicago, Scholes cũng bắt đầu làm việc chặt chẽ với Trung tâm nghiên cứu giá an toàn, giúp phát triển và phân tích cơ sở dữ liệu nổi tiếng của trung tâm này của dữ liệu thị trường chứng khoán tuần xuất cao.
Năm 1981, ông chuyển đến Đại học Stanford, ông làm việc tại đây cho đến khi nghỉ hưu vào năm 1996. Kể từ đó ông giữ vị trí giáo sư tài chính danh dự mang tên Frank E. Buck tại Đại học Stanford. Khi ở Stanford ông quan tâm nghiên cứu tập trung vào kinh tế đầu tư ngân hàng và lập kế hoạch thuế trong tài chính doanh nghiệp.
Năm 1997, ông chia sẻ giải Nobel Kinh tế với Robert C. Merton "cho một phương pháp mới để xác định giá trị phát sinh". Fischer Black, đồng tác giả với họ trong công trình được giải, đã mất vào năm 1995 và do đó không đủ điều kiện để nhận giải thưởng.